# Raül el Bretó
Raül el Bretó (c.1260-1309) era membre de l'escola modista, especialitzat en filosofia del llenguatge i comentaris d'Aristòtil i Priscià de Cesarea. El tema principal dels seus escrits és el concepte de significat, que es mostra de diferents maneres segons com s'usa el llenguatge. S'inscriu així en la tradició que lliga llenguatge i pensament.